# Kyle Freeland
Kyle Richard Freeland (Denver, Colorado, 14 de mayo de 1993), más conocido como Kyle Freeland, es un jugador profesional estadounidense de béisbol que se desempeña en la posición de lanzador en Colorado Rockies, equipo de las Grandes Ligas de Béisbol (MLB).

## Carrera
En 2017, Freeland hizo su debut en la MLB con el equipo Colorado Rockies, donde lleva jugando ocho temporadas.